# Liste der Kulturdenkmäler in Hamburg-Ottensen
Die Liste der Kulturdenkmäler in Hamburg-Ottensen musste wegen ihrer Größe aufgespalten werden:
- Die Liste der Kulturdenkmäler in Hamburg-Ottensen (Nord) enthält die Kulturdenkmäler in den Ortsteilen 211–213
- Die Liste der Kulturdenkmäler in Hamburg-Ottensen (Süd) enthält die Kulturdenkmäler im Ortsteil 214